# فوروني أبيض البقع
فوروني أبيض البقع (الاسم العلمي: Phoronopsis albomaculata) هو نوع من الحيوانات يتبع جنس الفوروني من الديدان الحدوية.